# André-Jacob Roubo
Pour les articles homonymes, voir Roubo.
André-Jacob Roubo est un menuisier et ébéniste français, né le 8 juillet 1739 à Paris, mort le 10 janvier 1791 dans la même ville. Il est connu pour son L'Art du menuisier, un ouvrage très exhaustif sur l'art de la menuiserie et ses à-côtés au XVIIIe siècle.

## Biographie.
Fils et petit-fils de compagnons menuisiers, il devient compagnon lui-même. Il a écrit un traité complet sur la menuiserie qui couvre pratiquement tous les métiers associés. Son œuvre a été publiée, entre 1769 et 1782, dans les Descriptions des arts et métiers de l'Académie des sciences (Paris). Il est l'élève de l'architecte Blondel et il reçoit le titre de Maître en 1770 au titre, dérogatoire, de la parution, en 1769, de la Première partie de L'Art du menuisier. Le fait est exceptionnel car, dans le Compagnonnage, la Maîtrise s’obtient toujours par un chef-d’œuvre et non par un travail rédigé. Dans l’Avertissement en tête de la Seconde partie, il en remercie M. de Sartine qui a obtenu pour cela un Arrêt du Conseil d’État. En 1775, il écrit avoir travaillé quatorze ans à la rédaction de son ouvrage, ce qui amène à croire qu’il a quitté la varlope pour la plume et le burin du graveur vers 1761, à l’âge de vingt-deux ans, ce qui est surprenant, car son ouvrage semble résulter d’une longue pratique personnelle. Mais il avait commencé très jeune et bénéficié de l’expérience, dans sa famille, de deux générations de Compagnons du Tour de France avant de faire le sien.
Il a dessiné et dirigé la construction des grandes coupoles des halles aux Blés et aux Draps, ainsi qu'un escalier monumental pour l'hôtel du marquis de Marbeuf, toutes œuvres aujourd'hui disparues.
En 1777, il publie la première partie d'un Traité de la construction des théâtres et des machines théâtrales (la seconde ne paraîtra pas). Presque ruiné, après 1789, par l'émigration de clients de la noblesse partis sans lui régler des travaux faits, il vit modestement et, sans doute au contact de ses amis du Faubourg Saint Antoine, il entre, en 1790, dans la Garde nationale, et y devient Lieutenant. Il meurt en 1791, rue Saint Jacques à Paris, ci-devant Paroisse Saint-Jacques-du-Haut-Pas, laissant une veuve et quatre enfants mineurs. Sa veuve sera pensionnée, en 1795, au titre des services rendus à la Nation par son mari. Sa biographie a été publiée en 1836, par le futur architecte Louis-Auguste Boileau, alors menuisier, dans la série « Portraits et histoire des hommes utiles » publiés par la Société Montyon et Franklin. Ce biographe s’étend un peu sur des anecdotes tournant principalement autour de la construction de la coupole de la halle aux blés, prenant principalement sa source dans le Journal de Paris de 1783.
Mais la principale source biographique que nous possédions de Roubo, provient de l’extrême fin de la quatrième partie de L’Art du Menuisier où l’auteur, en conclusion et fort des 1258 pages qui précèdent, consent à en dire un peu plus de sa propre histoire personnelle et sur l’origine extrêmement modeste qui fut la sienne. Il souligne à plusieurs reprises qu'il est d'abord un praticien, qui écrit pour ses semblables, lesquels, en apprentissage dès avant quatorze ans, n'ont pas eu les moyens de payer des Maîtres pour, notamment, leur enseigner L’Art du Trait si nécessaire, pour le tracé des escaliers en particulier. On apprend beaucoup à la lecture de ses notes de bas de page dans lesquelles transparaît souvent un profond humanisme et un grand souci de la condition et de la juste rémunération du travail des ouvriers. Par ses rappels fréquents, il préfigure donc, dans le contexte de « l'esprit des Lumières », une vue très « sociale », presque pré-révolutionnaire, parfois contrariée par des positions plutôt conservatrices quand il s'agit d'exprimer son profond dégoût des excès de « la mode ». Sensible au bon goût de son temps, il observe et critique parfois certains excès de ses confrères ou les prétentions excessives des architectes. Mais il ne s’érige pas en juge et rend hommage aux praticiens de talent qui l’ont informé des aspects qu’il connaissait peu par lui-même.

## L’Art du Menuisier, publié entre 1769 et 1782.

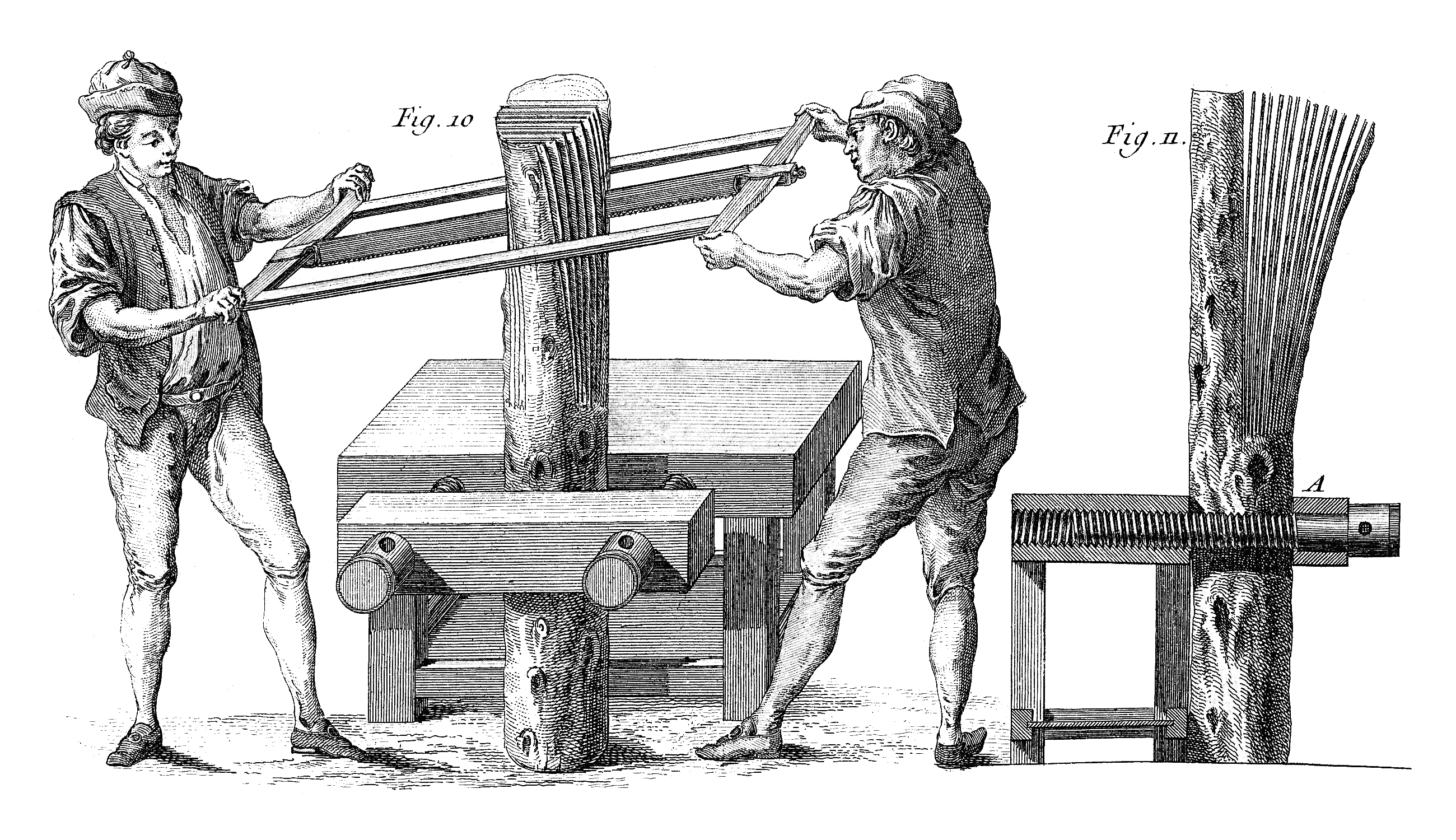
Planche 278 - ' les Developpements de la Scie a Preße, Figure 10.

La publication de l’œuvre se divise en deux jets dont le premier s’est étalé entre les années 1769 et 1775. L’Art du Layetier, complément additionnel (mais minime en comparaison), n’est paru qu’en 1782.
- L’ouvrage principal se divise quant à lui en quatre parties, dont la troisième est elle-même encore subdivisée en trois :
  - L’Art du Menuisier — 1re partie, parue en 1769. Extrait des registres de l’Académie Royale des Sciences (deux pages non numérotées). Pages numérotées de 1 à 151. Planches numérotées de 1 à 50.
  - L’Art du Menuisier — 2de partie, parue en 1770. Avertissement de l’auteur et Extrait des registres de l’Académie Royale des Sciences (deux pages non numérotées). Pages numérotées de 153 à 452. Pages intitulées Addition et correction, numérotées j, ij, iij et iv, uniquement portées sur les développements des surfaces du cône droit et du cône oblique, où l’auteur reconnaît avoir fait suffisamment d’erreurs pour autant réécrire son texte in extenso, que rajouter une Planche (numérotée 107bis) afin de corriger et augmenter son propos. Planches numérotées de 51 à 170.
  - L’Art du Menuisier-Carrossier — 1re section de la 3e partie, parue en 1771. Pages numérotées de 453 à 598. Planches numérotées de 171 à 221.
  - L’Art du Menuisier en Meubles — 2de section de la 3e partie, parue en 1772. Pages numérotées de 599 à 762. Planches numérotées de 222 à 276.
  - L’Art du Menuisier-Ébéniste — 3e section de la 3e partie, parue en 1774. Pages numérotées de 763 à 1036. Planches numérotées de 277 à 337.
  - L’Art du Treillageur, ou Menuiserie des Jardins — 4e et dernière partie, parue en 1775. Pages numérotées de 1037 à 1241. Planches numérotées de 338 à 381. Cette dernière partie est toujours suivie de trois petits « chapitres » indépendants : « Essai sur le Toisé et l’Appréciation des Ouvrages de Menuiserie en général. », pages 1242 à 1254, Planche 382, puis « Conclusion de l’Art du Menuisier. », pages 1255 à 1263, et enfin « Table alphabétique ou vocabulaire raisonné des différentes Matieres qui composent la Description de l’Art du Menuisier. », pages 1265 à 1306.

L’Essai sur le Toisé [...] peut aujourd’hui être considéré comme un témoignage extraordinaire de la condition ouvrière des ouvriers menuisiers du XVIIIe siècle et les parallèles qu’il permet de faire avec notre époque peuvent apporter beaucoup au chercheur contemporain. La lecture et l’analyse sociologique présente donc, là aussi, mais évidemment pour des raisons différentes de l’époque, un intérêt non négligeable. La Conclusion [...] est touchante d’humanité dans le sens où elle apporte au lecteur une connaissance plus approfondie du travail et des vicissitudes de Roubo à établir son édition, travail dont on a déjà eu une idée dans l’Avertissement de l’Auteur de la Seconde partie de l’ouvrage. C’est à cet endroit que l’on apprend que l’honnête homme Roubo fut, aussi et entre autres, lecteur de Rousseau. C’est enfin-là, et comme en apothéose, que la personnalité de Roubo s’éclaire sous un jour d’extrême probité dont il eut été difficile, lors de la lecture des notes de bas de page qui égrainent le traité, de douter. Le volume se termine par la Table alphabétique [...] qui n’est autre ce que nous appelons aujourd’hui un index des termes cités dans tout l’ouvrage. Chaque entrée est donc quasi systématiquement accompagnée non seulement d’un commentaire succinct mais d’un renvoi à une ou plusieurs pages du traité.
En six années, ce ne sont donc pas moins de 1 316 pages de texte et 383 Planches gravées sur cuivre qui ont été publiées. La langue employée est celle d’un ouvrier dont la maîtrise a largement dépassé la seule portée de son Art pour déborder autant dans l’expression littéraire que dans la dextérité graphique. L’effort vers une perfection maximale se lit à chaque page et s’observe sur chaque figure. On a peine à croire que ce soit, là, le travail d’un seul homme, ou presque, même si tout le démontre. Chaque partie est systématiquement introduite par un « Avant-Propos » ou une « Introduction » où transpire une humilité et une humanité proportionnelles à la somme de l’ouvrage. Il insiste, aussi, sur la nécessité d’accroître sans cesse les connaissances extrêmement étendues d’un Art dont il n’imagine pas la finalité. Remarquable est donc, pour son époque, la conscience de Roubo de la temporalité, portant autant une attention particulière à contextualiser historiquement les sujets traités, que d’en parfaire la description en s’inscrivant dans un à-venir auquel il rend déjà témoignage :

« D’après l’expoſé que je viens de faire des connoiſſances néceſſaires aux Menuiſiers-Ebéniſtes, il eſt facile de voir que leur Art eſt très-étendu, quoiqu’il ſoit preſque tout de pratique ; mais cette même pratique tient à tant de choſes, que quelque ſuccinte que ſoit la deſcription de l’Art de l’Ebéniſterie, elle ne peut être que très-conſidérable, vu la grande quantité d’objets qui doivent y être traités, & dont on ne pourroit retrancher aucun ſans faire tort à tout l’ouvrage, lequel eſt plutôt fait pour les Ouvriers & les Curieux, que pour les demi-Savants, qui regardent comme inutile tout ce qu’ils n’entendent pas, ou ce qu’ils n’ont pas le courage de vouloir apprendre ; ce qui leur fait préférer des abrégés qui ne leur enſeignent que des mots, dans la connoiſſance deſquels ils font conſiſter toute leur ſcience, si cependant c’en eſt une que celle qui ne ſert qu’à ſurcharger la mémoire ſans éclairer l’eſprit, & qui fait plutôt des ignorants orgueilleux que de vrais Savants. Comme dans la deſcription des Arts, l’intention de l’Académie eſt d’élever un monument à l’induſtrie humaine, ceux qui travaillent à la deſcription de ces mêmes Arts ne doivent rien négliger de ce qui peut concourir à la perfection d’un monument fait pour illuſtrer notre ſiecle, & éclairer l’avenir. Quant à moi je n’épargnerai rien pour donner à la deſcription de cette Partie de mon Art toute la perfection poſſible, du moins ſelon mes forces ; eſpérant qu’en faveur de mon zéle on voudra bien excuſer les fautes de mon Ouvrage, qui auroit peut-être été moins prolixe, & certainement mieux écrit, s’il étoit tombé dans des mains plus habiles que les miennes. »

L’Art du Layetier ne comporte que 28 pages et 7 Planches.
L’ensemble de cette somme a été republiée au format par Léonce Laget en 1977, puis en 1982. En 2002, Les éditions de la Bibliothèque de l’Image en a publié une édition au format in-4o, d’un prix plus abordable, et qui contient, en outre, L’Art du Layetier. « Le Roubo » est encore aujourd’hui considéré, comme le meilleur traité de menuiserie traditionnelle, de facto comme une sorte de gardien des « règles de l'art ». Il développe et discute en détail les savoirs techniques des métiers de la menuiserie, dans son âge d’or sous Louis XV.
Divers « prolongements » ont été donnés aux XIXe et XXe siècles à L'Art du menuisier, notamment par Dufournet aux éditions Ch. Juliot (Paris) ; mais il n’y demeure pas grand-chose de l’ouvrage original. Pour ce qui touche aux buffets d’orgues, André-Jacob Roubo a collaboré avec Dom François Bédos de Celles
- Traité de la construction des théâtres et des machines théâtrales, chez Jombert et Collot en 1777.

Réédité en fac-similé par Slatkine en 1984 sous le prénom erroné de « Jacques-André », comme partie du recueil factice Les arts des instruments  (ISBN 2051006466). Mais seule la première partie (Histoire et architecture des théâtres, surtout de France et d’Italie) est parue alors même que la seconde (Machines théâtrales) était déclarée en 1777 « prête à être imprimée ». Ce qui fait que le titre promet plus que l’ouvrage ne donne. C’est néanmoins un travail remarquable, au format petit in-fo, avec 66 pages de texte réparti sur deux colonnes et 10 belles Planches gravées. À l’instar de « L’Art du Layetier », cet ouvrage peut être rattaché à son œuvre principale puisqu’il est démontré que Roubo y pensait déjà avant 1775. En effet, dans la passionnante Conclusion générale de « L’Art du Menuisier », Roubo évoque en note de bas de page la publication de cet ouvrage dont il va donner « inceſſamment la deſcription (qui eſt déjà très-avancée,) tant pour la théorie que pour la pratique [...] ».

### LesPlanchesdeL’Art du Menuisier.

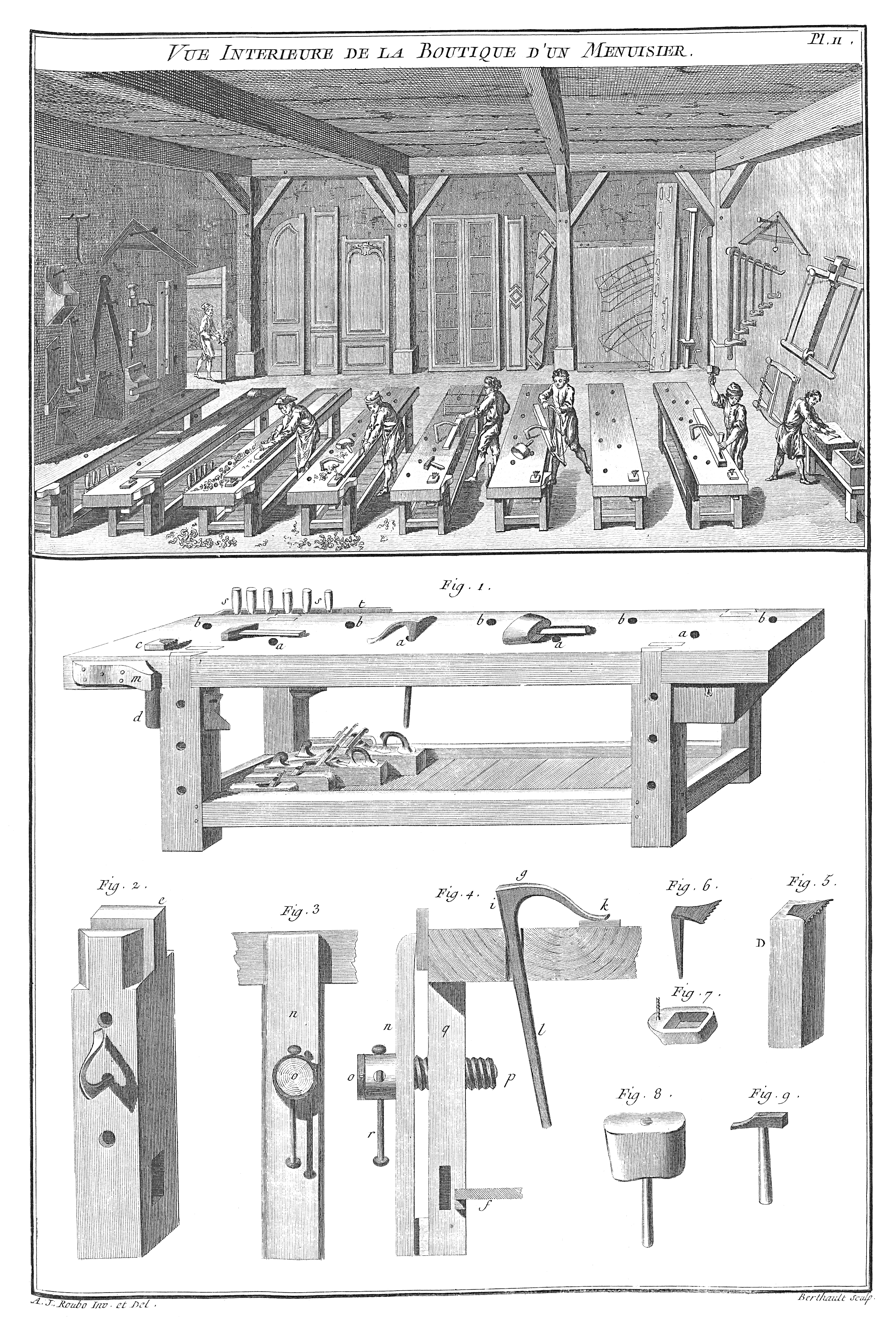
Planche 11 - '.

Numérotées de 1 à 382, elles sont en fait au nombre de trois-cent-quatre-vingt-trois de par la présence d’une Planche notée 107bis qui double naturellement la numérotée 107. On pourrait aisément croire qu’une telle abondance implique une qualité moindre ; il n’en est rien, et tant s’en faut. Le simple fait que l’auteur maîtrisait autant la connaissance pure du dessin, que sa mise en pratique par la gravure sur cuivre, lui a sans doute permis la possibilité financière d’une telle abondance.
Les titres de Planches usent généralement de la typographie en petites capitales sans la moindre rigueur orthographique ou un choix suivi des majuscules sur certains mots ou types de mots. Si la place en largeur l’impose, la typographie des minuscules peut redevenir normale dans un même titre de Planche.
Sur les trois-cent-quatre-vingt-trois Planches du traité principal (hors L’Art du Layetier), quarante-cinq d’entre elles sont pliées et dépassent souvent largement le format in folio usité dans tous les tomes de l’ouvrage. Ce dépassement de format peut être impressionnant, par exemple dans les deux Planches numérotées 94 et 174, qui sont extrêmement larges et donnent une bonne idée des moyens exceptionnels accordés à l’envergure de cette publication.
Les Planches démontrent, aussi, la très haute connaissance de la stéréotomie qu’avait Roubo. Outre le développement textuel (chapitres 9 à 14 de la Seconde partie, page 273 à 449), ce n’est pas moins de soixante-et-onze Planches (des numéros 100 à 170), à la suite les unes des autres, qu’il consacre au sujet, strictement appliqué à la menuiserie, mais donnant là une haute idée de son savoir théorique et pratique de l’art du trait, avant sa codification, en 1799, par Gaspard Monge.

#### Paternité des dessins et des graveurs.
L’usage de l’époque de placer le nom de l’artiste en bas à gauche et celui du graveur à droite est systématiquement respecté. La mention de gauche « A. J. Roubo Inv. et Del. » est la plus commune sans qu’il soit tenu la moindre rigueur de suivi dans la présence des majuscules ou du point sur des abréviations latines.
De manière assez rigoureuse, les Planches sont toutefois notées « inv[enit] », « del[ineavit] » et « sculp[sit] ». Ce vocabulaire latin — et abrégé —, est particulièrement en usage dans la signature des étampes de cette époque. « Invenit » indique le nom de la personne qui a conçu l’étampe, « Delineavit », celui qui l’a dessinée et « Sculpsit » (ou « Fecit ») le nom du graveur. Toutes les Planches sont généralement signées par la mention A. J. Roubo Inv. et Del.. Mais cinq Planches posent question quant à leur signature : en effet, les Planches 16, 61, 99 et 106 sont signées en bas à gauche « L J. Roubo inv. et del. ». La Planche 86 est signée « I. Roubo inv. et del. ». On peut imaginer que le « I » soit l’initiale de « Iacobus » ; la question de l’initiale « L » reste toutefois entière.
L’analyse systématique de toutes les mentions des trois-cent-quatre-vingt-trois Planches de L’Art du Menuisier démontre que les graveurs forment une petite équipe, dont on peut énumérer exhaustivement les noms Benard (6 Pl.), Berthault (58 Pl.), Beurlier (1 Pl.), J. B. Bichard (1 Pl.), Haussard [ les deux sœurs, Catherine (2 Pl.) et Élisabeth (2 Pl.) ], Laurent (28 Pl.), Michelinot (47 Pl.), Milsan (ou Milsen, 14 Pl.), P. L. Cor (32 Pl.), J. C Pelletier (9 Pl.) et J. le Roy (1 Pl.). La Planche 49 est signée d’un énigmatique graveur « M.. » qui peut autant faire référence à Michelinot que Milsan. On retrouve souvent ces noms dans d’autres étampes d’ouvrages de la même époque ; il s’agit donc là de graveurs connus sur la place parisienne.
C’est à partir de la Planche 97, que Roubo s’investit à graver ses Planches lui-même ; on voit alors disparaître la mention en bas, à droite, au profit du « et Sculpsit » rajouté à gauche, d’abord timidement, puis de plus en plus fréquemment au fur et à mesure qu’avancera la parution de la grande édition. Aucune des cinquante Planches référentes à la Première partie ne possède de mention indiquant une gravure effective par Roubo. Trois Planches seulement ont d’abord été gravées par lui dans la Seconde partie qui en contient cent-vingt-et-une. À ces trois Planches, il faut toutefois leur rajouter la Planche numéroté 107bis sans oublier de noter qu’elle ne fut produite que lors du tirage de 1775. Vingt Planches de L’Art du Menuisier-Carrossier sur les cinquante-et-une que la partie possède furent ensuite gravées par l’auteur. C’est alors que seulement trois Planches de L’Art du Menuisier en Meubles qui suit sur les cinquante-cinq que la partie possède ne sont pas gravées par Roubo. L’Art du Menuisier-Ébéniste ne contient plus qu’une seule Planche qui soit dans le même cas sur les soixante-et-une que la partie possède. Enfin, les quarante-cinq  Planches de la quatrième partie sont toutes gravées par Roubo. Il résulte de cette comptabilité un pourcentage général de 47,26 pour cent de Planches dont la production fut totalement assurée par le menuisier entre 1769 et 1775. Les dix Planches du Traité de la construction des théâtres et des machines théâtrales (1777) et les sept de L’Art du Layetier (1782) sont toutes dessinées et gravées par Roubo.

### Éditions actuellement disponiblesviale Web.
Si l’éditeur Google donne parfois accès au téléchargement des ouvrages de Roubo, il reste que leur texte ne peut se passer de références aux Planches. Or, on l’a vu plus haut, pour la seule partie publiée sous la direction de l’Académie Royale des Sciences, entre 1769 et 1775, quarante-cinq Planches sur trois-cent-quatre-vingt-trois dépassent largement le format in folio et sont donc pliées à l’intérieur des volumes. L’éditeur Google ne procède jamais à un dépliage du papier des Planches lors de ses numérisations, ce qui les rend naturellement incompréhensibles au regard du texte qui y fait sans cesse référence (et réciproquement). Sur le Web, trois numérisations se distinguent toutefois par leur très grande qualité photographique, même si chacune possède des avantages et des inconvénients qui leur sont propres. Ces différentes éditions numériques, obtenues à partir d’exemplaires distincts, permettent aussi de démontrer qu’ils sont souvent reliés très différemment en fonction de l’humeur de leur premier propriétaire. Ainsi, chez E-rara, l’ouvrage est-il relié en cinq volumes, alors que Gallica en possède six et Internet Archive quatre. Dans les trois cas, les fichiers PDF que ces bibliothèques donnent à télécharger sont l’exact reflet de la reliure primitive de l’exemplaire photographié, ce qui ne semble pas inutile d’avoir conscience lors de leur rapatriement.

#### E-rara.
La totalité de « L’Art du Menuisier » a été numérisée par la Bibliothèque électronique suisse à partir d’un exemplaire où se trouve aussi relié, après la première partie, le Traité de la construction des théâtres et des machines théâtrales.
 Cette version possède l’avantage de posséder une table des matières interactive permettant d’accéder assez facilement au texte par le biais de liens hypertextuels. Il n’en va pas de même pour les Planches qui ne sont nullement répertoriées. Dans cette version numérique, on peut noter l’absence de la très grande Planche 174 ainsi qu’un massicotage inopportun au bas de la Planche 239.
- Volume Ier : contient le texte de la première partie suivi de ses Planches. C’est à cet endroit qu’est inséré le texte du Traité de la construction des théâtres et des machines théâtrales ainsi que ses Planches.
- Volume IIe : contient le texte de la seconde partie suivi de l’ajout intitulé Addition et correction et numérotées j, ij, iij et iv, et se termine normalement par les Planches de la seconde partie, la numérotée 107bis exceptée.
- Volume IIIe : contient le texte de la 1re section de la 3e partie, suivi de ses Planches et le texte de la 2de section de la 3e partie, suivi de ses Planches.
- Volume IVe : contient le texte de la 3e section de la 3e partie, suivi de ses Planches.
- Volume Ve : contient le texte de la 4e partie, suivi de ses Planches. Le volume est terminé par l’insertion de la Planche 107bis.

#### Gallica.
Une autre version numérique se trouve disponible sur les serveurs du site de la Bibliothèque Nationale de France (Gallica) divisée, cette fois, en six volumes, correctement reliés car alternant successivement le texte et les Planches auxquelles elles se réfèrent. On notera toutefois l’absence de l’ajout des quatre pages de la seconde partie, intitulé Addition et correction et numérotées j, ij, iij et iv, ainsi que la Planche 107bis qui y fait référence. Les numéros de pages et de Planches sont correctement indexés (menu en bas, à droite de l’interface de visualisation) mais il n’est donné de table des matières interactive que pour le volume L’Art du Menuisier-Carrossier.
- Volume Ier : L’art du menuisier — 1re partie, texte et Planches.
- Volume IIe : L’art du menuisier — 2e partie, texte et Planches.
- Volume IIIe : L’art du menuisier-carrossier — 1re section de la 3e partie, texte et Planches : cette partie est numérisée en niveau de gris et de qualité légèrement inférieure aux autres documents de cet ensemble.
- Volume IVe : L’art du menuisier en meubles — 2e section de la 3e partie, texte et Planches.
- Volume Ve : L’art du menuisier-ébéniste — 3e section de la 3e partie, texte et Planches.
- Volume VIe : L’art du treillageur, ou Menuiserie des jardins — 4e et dernière partie, texte et Planches.

Conformément à la publication originale du XVIIIe siècle, Gallica a aussi numérisé le Traité de la construction des théâtres et des machines théâtrales (texte et Planches), paru en 1777 ainsi que L’Art du Layetier (texte et Planches), paru en 1782. Il s’agit bien là de deux volumes distincts, contenant les Planches reliées à la suite du texte de chaque volume distinct.

#### Internet Archive.
Enfin, le site Internet Archive propose une version numérique « reliée » en quatre volumes. Si les versions PDF proposées sur ce serveur ne sont pas d’une qualité irréprochable, cette numérisation présente l’énorme avantage d’offrir le téléchargement de versions zippées de toutes les pages au format Jpeg 2000, donc des Planches, qui sont d’une qualité numérique absolument inégalée par rapport aux deux versions précédemment citées ci-dessus, dans le téléchargement PDF qu’elles proposent. Cette version numérique est aussi la seule actuellement en ligne qui offre une reconnaissance optique de caractères acceptable (malgré la transformation inévitable des s longs de la typographie originale en f) permettant d’opérer assez facilement une recherche sémantique sur le texte de L’Art du Menuisier, dans toutes ses parties parues entre 1769 et 1775. Par contre, aucune table des matières ni références correctes aux numéros des pages ou de Planches n’est possible dans la navigation Web.
- Volume Ier : contient le texte de la première et de la seconde partie.
- Volume IIe : contient l’avertissement de l’auteur de la seconde partie et les Planches de la première et de la seconde partie.
- Volume IIIe : contient le texte de la 1re section de la 3e partie, suivi de ses Planches, le texte de la 2de section de la 3e partie, suivi de ses Planches et enfin le texte de la 3e section de la 3e partie, suivi de ses Planches. Ce volume numérique contient donc la troisième partie dans sa totalité et correctement relié.
- Volume IVe : contient l’ajout des quatre pages de la seconde partie intitulé Addition et correction et numérotées j, ij, iij et iv, elles-mêmes suivies du texte de la quatrième partie, suivi de ses Planches, et terminé par la Planche 107bis relative à l’ajout de la seconde partie.

#### Développements en cours.
Des trois publications numériques des bibliothèques qui précèdent, il est aisé de constater que leur point faible commun réside principalement dans la quasi-absence de tables de matières ou tables de Planches interactives pour l’ensemble de l’ouvrage. En aucun cas un traité de cette envergure ne peut se lire comme un roman de la première à la dernière page. Il devient alors évident que l’ouvrier ordinaire, au sens-même où l’entendait l’auteur, puisse avoir besoin d’accéder à la spécificité de son information dans un délai le plus court possible, à fortiori dans le cas d’une édition numérique.
C’est pour remédier à ces inconvénients (dont il n’est pas question d’imputer la cause à ces bibliothèques dont ce n’est pas le travail) qu’un projet de recensement, tant du texte que des Planches de L’Art du Menuisier, a commencé à voir le jour sur un site Web dédié (roubo.art). Les tables de manière du texte existent à la fin des première, seconde et quatrième parties, et, bien entendu, à la fin des trois sections de la troisième partie. Il est donc possible de les réutiliser numériquement en y ajoutant une table des Planches qui, pour n’être pas absolument nécessaire dans la version papier de l’ouvrage se révèle indispensable dans une version numérique.
Ce projet s’étend aussi sur le « nettoyage » graphique des photographies des Planches actuellement en ligne dans les trois bibliothèques numériques de référence (E-rara, Gallica et Archive.org) pour les remettre à disposition du public sous la forme de fichiers au format PNG, du plus petit poids-octets possible, dans une définition acceptable à l’impression ou la réutilisation et téléchargeable facilement. Ce travail trouve un écho immédiat sur Wikimedia Commons même si cette plate-forme n’est pas la seule à stocker les fichiers. Le projet propose par exemple des fichiers au format PDF pour une impression plus aisée des Planches. Dans le cas de celles dépassant originellement le format A3, deux solutions sont proposées : soit la réduction au format, soit l’assemblage des tirages papier avec recouvrement de collage des feuilles imprimées.
La suite du projet est prévue pour se diriger vers une numérisation au format texte des ouvrages de Roubo, cette fois primitivement hébergés sur Wikisource et permettre d'être recopiés sans fin, en tout ou en partie, sur d’autres plates-formes numériques. Le texte-même de L’Art du Menuisier peut devenir hypertextuel, car tout y est comme préparé par la structure de l’ouvrage et par la séparation originelle extrêmement distincte du texte et de l’iconographie qui s’y réfère. Cela implique que l’on puisse suivre les renvois originaux textuels (« Voyez la page tant ») que ceux du texte aux planches (« Voyez la figure une-telle ou la planche n° .(.) »). La numérisation textuelle du projet n’est toutefois prévue qu’une fois terminée le nettoyage et la publication des Planches sur en cours de publication sur Wikimedia Commons.

## Hommages.
Depuis 1850, il existe à Paris une rue Roubo située dans le 11e arrondissement, au cœur du quartier du faubourg Saint-Antoine, traditionnellement habité par des fabricants de meubles.